# Диксон (остров)
Ди́ксон — скалистый остров в северо-восточной части Енисейского залива Карского моря, при выходе Енисейской губы в Северный Ледовитый океан, в 1,5 км от материка, на Северном Морском пути, всего в двух часах полета от Северного полюса. Площадь — около 25 км², максимальная высота над уровнем моря 48 м. Сложен главным образом диабазами.
Эта гавань — лучшая на всём северном берегу Азии, и со временем будет очень важна для сибирской торговли.Адольф Норденшельд
Вокруг острова Диксона находятся ещё несколько более мелких островов: острова Долгие, острова Медвежьи, остров Белуха, остров Сторожевой, остров Верн, остров Большой Олений и Малые Оленьи острова, острова Западный и Восточный Кораблики, остров Нерпёнок, остров Обходной, остров Створный, остров Альбанова, остров Север, остров Конус, остров Матвеева, Северо-Восточные острова, остров Борисихина.

## Этимология

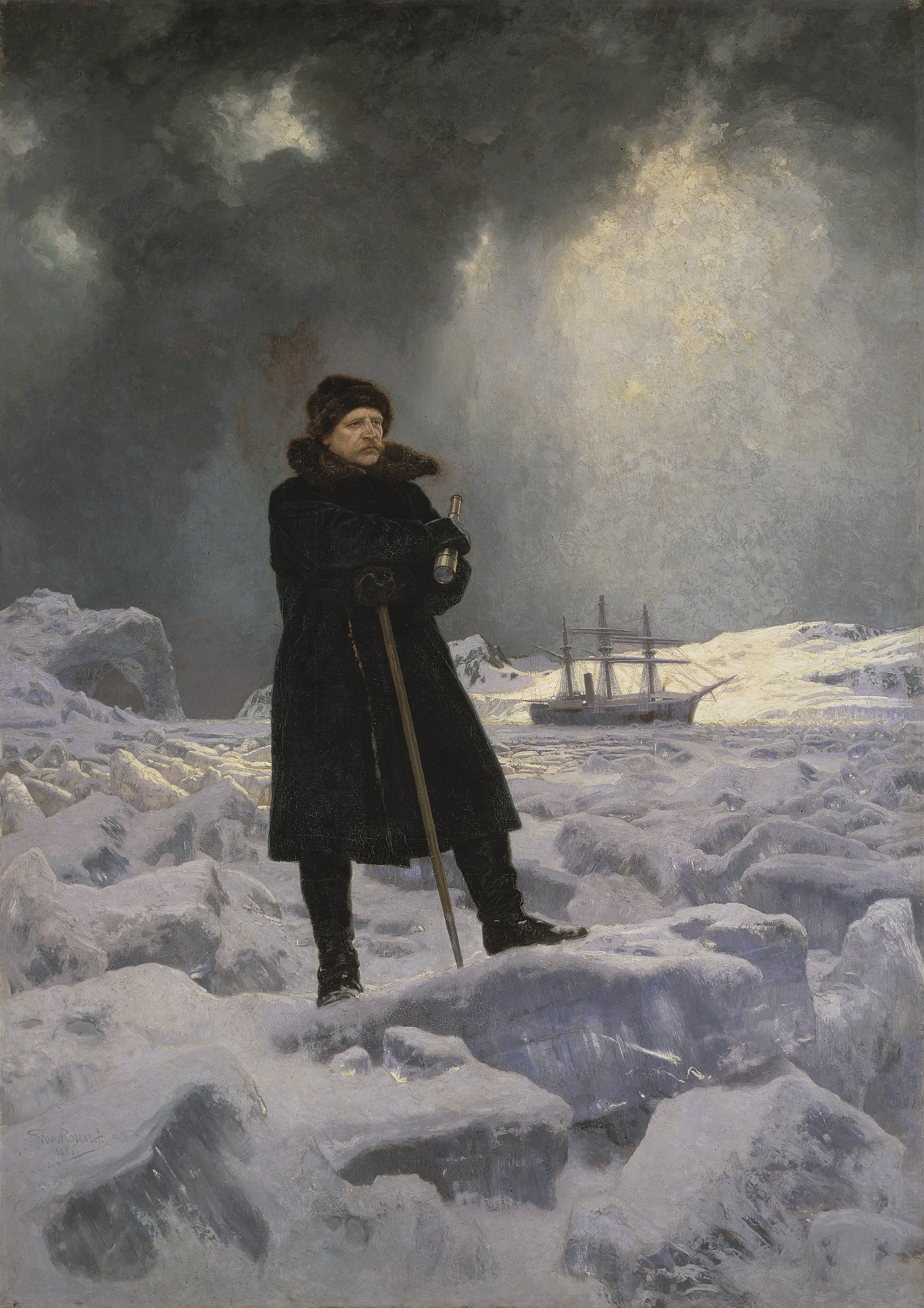
Адольф Эрик Норденшельд

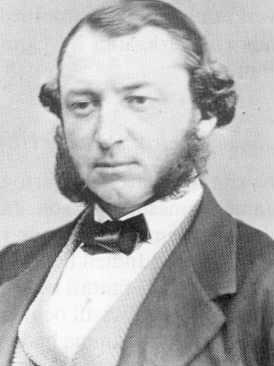
Оскар Диксон

Открыт, вероятно, в начале XVII века поморами во время плаваний вниз по Енисею до его устья и далее — до реки Пясины. Арктическим мореходам остров Диксон известен с XVIII века. Во время Великой Северной экспедиции в 1738 году начальник её Обь-Енисейского отряда, штурман Фёдор Минин назвал этот остров «Большим Северо-Восточным». Позже русские промышленники именовали его «остров Долгий».
Однако эти названия были забыты. В XIX веке остров стал известен как «остров Кузькин». Что, по легенде, якобы соответствует имени морехода-промышленника Кузьмы.
В 1875 году Адольф Эрик Норденшельд, на судне «Прёвен» (швед. «Pröven») назвал глубоко врезающуюся в восточный берег бухту Гаванью Диксона, по имени шведского предпринимателя Оскара Диксона (швед. Oskar Dickson; 1823—1897), финансировавшего его экспедицию. В 1878 году Норденшельд распространил название Диксон на остров.
Лишь в 1894 году начальник Российской гидрографической экспедиции А. И. Вилькицкий официально присвоил острову нынешнее название, увековечив тем самым имя шведского купца Оскара Диксона.

## Строения
22 августа 1901 года, по распоряжению Эдуарда Толля, руководителя Русской полярной экспедиции 1900—1902 годов, Николаем Коломейцевым на северном берегу диксонской бухты было организованно сооружение деревянного амбара, хранившего запас угля для нужд экспедиции. Эта постройка стала первым строением на острове Диксон.
В 1915 году на острове были созданы запасы угля для экспедиции морских судов «Таймыр» и «Вайгач». Также были собраны два жилых дома ручной рубки и баня, привезённые вместе с углём буксиром «Корреспондент» Министерства путей сообщения и баржей.
7 сентября 1915 года на острове впервые вышла в эфир одна из первых арктических радиостанций. Этот день считается днем основания Диксона. По завершении гидрографической экспедиции станция была закрыта. Однако, учитывая большое научно-практическое значение гидрометеорологических наблюдений на побережье Карского моря 22 апреля 1916 года, Совет министров Российской империи принял постановление о выделении средств на оборудование постоянной гидрометеорологической станции на острове. Летом 1916 года на станцию были доставлены гидрологические и метеорологические приборы, оборудование для аэрологических шаропилотных наблюдений. На её базе в 1930-х годах построены первые на Северном морском пути арктический радиогидрометеорологический центр (строительство началось в 1936 году) и геофизическая обсерватория. Радиоцентр в дальнейшем был преобразован в Диксонское управление гидрометеослужбы (ДУГМС).
На острове находится западная часть посёлка Диксон, аэропорт (построен в конце 1950-х)[уточнить], школа № 2 (закрыта в 2005 году), продовольственный магазин, дизельная электростанция, расформированная войсковая часть (ПВО, войска радиоподавления) и другие строения.
Самый северный в России и единственный в Карском море порт Диксон размещён в восточной части посёлка — на материке.
Диксон имеет ледовую авиаразведку и штаб морских операций по проводке судов сквозь льды.[уточнить]

## Личности
В 1916 году начальником гидрометеорологической станции был назначен врач П. Г. Кушаков, ранее участвующий в экспедиции Георгия Яковлевича Седова к Северному полюсу. В штат станции входили старший механик А. К. Яковлев, радист А. П. Голубков, два матроса и три рабочих. Установку гидрометеорологических приборов и обучение состава станции наблюдениям проводил, командированный на лето из главного гидрографического управления, И. К. Тихомиров.
В разные годы Диксон посещали Адольф Норденшельд, Фритьоф Нансен, Руаль Амундсен, Эдуард Толль, Семен Челюскин, Дмитрий Стерлегов, Никифор Бегичев, Иван Папанин, Андрей Вилькицкий, Борис Вилькицкий и другие известные в мире исследователи Арктики.

### Руаль Амундсен
24 июня 1918 года Амундсен и ещё 8 человек на шхуне «Мод» отправились на восток по Северному Морскому пути, намереваясь пройти до Берингова пролива.
Главная особенность экспедиции — малое количество людей в экипаже. Амундсен сделал это специально, чтобы все были предельно заняты и, по-возможности, разнообразной работой. Это он считал лучшим средством от депрессии при неизбежных в таких экспедициях зимовках.
Через месяц после старта в районе залива Югорский Шар на борт был взят ещё один человек — русский радист Геннадий Олонкин. В сентябре экспедиция прошла мыс Челюскин и 13 сентября остановилась на зимовку у побережья полуострова Таймыр.
По-видимому, зимовка была непростая. Полярники никуда не уходили от судна целый год. Льды освободили «Мод» ровно через год — 12 сентября 1919 года.
С судна уходит самый молодой матрос Петер Тессем и с ним опытный Пауль Кнудсен.
Амундсен в разное время по-разному объяснял причины их отправки на Диксон, находящийся в 800 км на юго-запад. В начале он говорил о необходимости доставки почты с результатами исследований в Норвегию. Это не очень убедительно, так как там эту почту никто не ждал. Позже он говорил о том, что Тессем жаловался на головные боли, бессонницу, слабость. Это уже более правдоподобно — похоже на депрессию.
Что касается расстояния, то для Арктики 800 километров вдоль берега — это реально. Тем более, что Кнудсен в 1915 году ходил здесь по льдам от норвежского судна «Эклипс» к зимующим пароходам русской экспедиции Б. А. Вилькицкого. Да и склады продовольствия на пути были известны путешественникам. Посланцы пропали.
В 1920 году шхуна «Мод» достигла Чукотки. Амундсен стал первым человеком, который обогнул весь земной шар, не опускаясь южнее Северного полярного круга. В Анадыре через русскую радиостанцию Амундсен связался с Диксоном и с Норвегией, и ему сообщили, что посланцы на Диксон не прибыли.
По просьбе Норвегии Россия организовала совместную сухопутную экспедицию под руководством Н. А. Бегичева с его другом Н. Н. Урванцевым.
Экспедиция в начале своего пути двинулась на мыс Вильда. Там, под каменным гурием, в жестянке из-под консервов была найдена записка от 18 ноября 1919 года. Из записки следовало, что путники в хорошем состоянии, идут к Диксону, имеют продуктов на двадцать дней. Далее по пути вдоль берега на юго-запад 2 августа были обнаружены норвежские санки, на следующие сутки у мыса Стерлегова — нарта и, наконец, у мыса Приметного через две недели Бегичев наткнулся на первую страшную находку.
В большом кострище на берегу лежали обугленные человеческие кости, череп, вокруг в беспорядке были разбросаны гильзы от патронов, сломанный нож, много мелких вещей, по которым Бегичев решил, что здесь был сожжен труп одного из ушедших моряков со шхуны «Мод» (позже было предположено, что это следы экспедиции Русанова).
На следующий год на берегу реки Зеледеева, что в 80 км от Диксона, найдены различные предметы путников: теодолит, почта и др. Ещё ближе к Диксону, у реки Убойной найдены две пары норвежских лыж и обрывки спального мешка. И уже в трёх километрах от Диксона, совершенно случайно, Бегичев обнаружил скелет человека, в кармане полусгнившей одежды которого лежали золотые часы с именем хозяина — П. Тессема. Фотографию скелета Тессема сделал Г. Н. Рыбин в июле 1922 года.
Смерть застала норвежца на нижней части берегового отлога. Если бы он прополз всего 8—10 метров, наверняка бы заметил либо постройки, либо огни русской станции, и это могло придать ему новые силы.
У мыса Приметного явно видны признаки борьбы и насильственной смерти одного из моряков. Возможно, это развязка тяжёлой ссоры между моряками, не столь уж редкой в подобных переходах.

## Великая Отечественная война
Начиная с января 1942 года, из года в год интерес ВМФ Германии к Северному морскому пути неизменно увеличивался. Об этом говорит рост подводного и надводного флота, несмотря на тяжёлые поражения в Сталинградской и Курской битвах.
Военное обеспечение маршрутов было более достаточно, нежели оснащенность военных баз на островах побережья. Поэтому Диксон был недостаточно оснащен артиллерией и серьёзным морским прикрытием. Как вспоминал контр-адмирал Константин Иванович Степин — участник событий на Диксоне на острове в первые дни войны даже царило благодушие, потому что уже прошли из Белого моря три каравана без проблем, была уверенность, что гитлеровцы дальше Новой Земли не сунутся. Доходило до того, что на острове не получали информацию о проходящих транспортах, так что их не ожидали, не встречали и не охраняли.

### Нападение «Адмирала Шеера»
Во второй половине августа 1942 года три артиллерийских батареи Диксона были демонтированы и подготовлены к переброске на Новую Землю по требованию НКВД, обеспокоенного активностью немецких подводных лодок в этом районе. В частности, 17 августа в окрестностях острова Матвеев подлодкой U-209 был разгромлен караван судов, перевозивший заключённых.
Советское командование не знало, что 16 августа 1942 года из базы в районе Нарвика в северной Норвегии для проведения операции «Вундерланд» против судоходства на Северном морском пути вышел немецкий тяжёлый крейсер «Адмирал Шеер» под командованием капитана первого ранга Вильгельма Меедсен-Болькена. Главной задачей операции было уничтожение караванов судов, следующих Северным морским путём, но крейсер не смог её выполнить из-за потери разведывательного гидросамолёта.
25 августа «Адмирал Шеер» обнаружил и потопил в бою следовавший на Северную Землю ледокольный пароход «Александр Сибиряков», который успел радировать о встрече с вражеским «вспомогательным крейсером». Благодаря этому предупреждению на Диксоне началась поспешная подготовка к обороне. В частности, лейтенанту Николаю Корнякову удалось развернуть на временной позиции уже подготовленную к погрузке на баржу батарею № 659 в составе двух 152-мм орудий. В гавани Диксона находилось два вооружённых судна — ледокольный пароход «Дежнёв» (включённый в состав Северного флота как «СКР-19») и «Революционер» — и невооружённое судно «Кара» с грузом взрывчатки, создававшее дополнительную опасность в случае обстрела.
Вторичной задачей операции «Вундерланд» было нападение на один из советских портов на Северном морском пути. Первоначально намеченной целью был порт Амдерма, но прослушивание радиоэфира убедило Меендсен-Болькена, что порт Диксон играет более важную роль. «Адмирал Шеер» подошёл к Диксону около полуночи с 26 на 27 августа. Меендсен-Болькен рассчитывал подавить оборону порта и высадить десант численностью 180 человек для захвата портовых документов и других разведывательных сведений.
«СКР-19» двинулся навстречу вражескому крейсеру и открыл огонь, но получив серьёзные повреждения вынужден был вернуться в порт под прикрытием дымовой завесы и встал на мель. Огонь по противнику вели также «Революционер» и батарея № 659. Подавить огневые точки «Адмиралу Шееру» не удалось. Из-за продолжающегося огня крупнокалиберных орудий и плохой видимости Меендсен-Болькен отказался от высадки десанта, ограничившись обстрелом порта и острова Диксон, после которого «Адмирал Шеер» ушёл в море. Советские источники сообщают о нескольких попаданиях во вражеский крейсер, вызвавших на его борту пожар, однако немецкая сторона эти сведения не подтверждает.
Кроме «СКР-19», потерявшего 7 человек убитыми и 20 ранеными, повреждения от обстрела получили «Революционер» и различные объекты в порту и на острове, включая радиостанцию Нового Диксона и угольный терминал на острове Конус, в котором начался пожар. Тем не менее повреждения судов и порта были вскоре устранены и не оказали негативного влияния на перевозки по Северному морскому пути.

### Дальнейшие события
В 1944 году на острове Диксон была образована Карская военно-морская база в составе Беломорской военной флотилии.
Стойкость и мужество защитников Диксона позволили за время навигации 1943 года перевезти морским путём более 235 тыс. человек, 1185 автомашин, 136 тракторов, более 72 тонн продовольствия и фуража, около 99 тыс. тонн горючего, 34 тыс. тонн угля и т. д.

## Климат
| Показатель                                                | Янв.  | Фев.  | Март  | Апр.  | Май   | Июнь  | Июль | Авг. | Сен. | Окт.  | Нояб. | Дек.  | Год   |
| --------------------------------------------------------- | ----- | ----- | ----- | ----- | ----- | ----- | ---- | ---- | ---- | ----- | ----- | ----- | ----- |
| Абсолютный максимум, °C                                   | −0,3  | −0,6  | −0,2  | 3     | 10,4  | 22,2  | 26,8 | 23,8 | 18,1 | 8,2   | 1,9   | 0,3   | 26,8  |
| Средний суточный максимум, °C                             | −21,2 | −21,7 | −18,1 | −13,3 | −5,3  | 2,3   | 7,9  | 7,9  | 3,3  | −5,3  | −14,2 | −19,4 | −8,1  |
| Средняя температура, °C                                   | −24,8 | −25,4 | −22,1 | −17,2 | −7,8  | 0,4   | 4,9  | 5,5  | 1,6  | −7,5  | −17,5 | −22,9 | −11,1 |
| Средний суточный минимум, °C                              | −28,1 | −28,8 | −25,6 | −20,6 | −10,1 | −1,2  | 2,7  | 3,7  | 0,1  | −9,8  | −20,7 | −26,2 | −13,7 |
| Абсолютный минимум, °C                                    | −46,2 | −48,1 | −45,3 | −38   | −28,8 | −17,3 | −3,4 | −3,6 | −12  | −31,3 | −42,8 | −46,6 | −48,1 |
| Норма осадков, мм                                         | 38    | 27    | 25    | 20    | 21    | 28    | 33   | 40   | 44   | 36    | 27    | 37    | 376   |
| Источник: СИП «Погода и климат». Норма за 1981—2010 годы. |       |       |       |       |       |       |      |      |      |       |       |       |       |

Климат острова Диксон арктический, а самый тёплый месяц — август, средняя температура которого всего +5,5 °C.
Самая низкая температура была зафиксирована здесь в 1979 году и составляла −48,1 °C. Самая высокая температура была зафиксирована на Диксоне в 1965 году и составляла 26,8 °C. Максимальное количество осадков выпало в 1970 году — 290 см. Самым сухим стал 1955 год. Самая высокая скорость ветра была зафиксирована в 1951 году — 40 м/с.
За последние 14 лет (2001—2014) самая низкая температура была зафиксирована в марте 2007 и составила −45,3 °C, а самая высокая — в июле 2013 и составила 23,6 °C. В сентябре 2001 выпало 9,3 см осадков. Давление в среднем составляет 101,1 кПа. Максимальная скорость ветра в апреле 2001 составила 30 м/с, а в среднем 6-7 м/с.
Положительная температура воздуха на острове Диксон наблюдается в среднем с третьей декады июня и до третьей декады сентября. Снег лежит более девяти месяцев в году.
Полная ночь на этой широте начинается 10 ноября. В первых числах февраля солнце вновь появляется на горизонте. Зато с 5 мая по 10 августа оно совсем не заходит, полярный день здесь длится более ста суток.
На острове и на прилегающей части континента нет деревьев. Над робкой травой возвышаются цветы пушицы и ярко-жёлтые полярные маки.
На Диксоне до 26 % в году дует южный ветер. Штилей практически не бывает. С мая по август чаще дует северо-восточный ветер, а с сентября по апрель — южный.
Ясных дней в году не более 26. Гроз и рос практически не бывает.
Зимой иногда можно видеть полярное сияние (в основном белого цвета).
| Температура |
| Влажность   |
| Ветер       |
| Осадки      |
| Давление    |

## Достопримечательности
- Памятник полярной авиации — самолёт ЛИ-2. Установлен в 1978 году на территории аэропорта[17].
- Памятник морякам-североморцам, погибшим в бою с германским тяжёлым крейсером «Адмирал Шеер». Установлен в 1972 году, в 1981 году моряки перезахоронены в братской могиле позади памятника[18]. На постаменте имена: старшина 1 ст. П. П. Ульянов, старшина 2 ст. В. И. Давыдов, старшина 2 ст. А. Карачаев, ст. краснофлотец Г. Майсюк, краснофлотцы Г. Хайфулин, А. Борисихин, В. Суслов[17].
- Жилое здание при радиостанции — одно из первых зданий, построенных на острове в 1915 году (здание самой радиостанции утрачено в 1971 году в результате пожара). Ул. Папанина, 18[18].
- Здание первого радиометцентра. Построено в 1934 году. Ул. Папанина, 14[17].

## Галерея

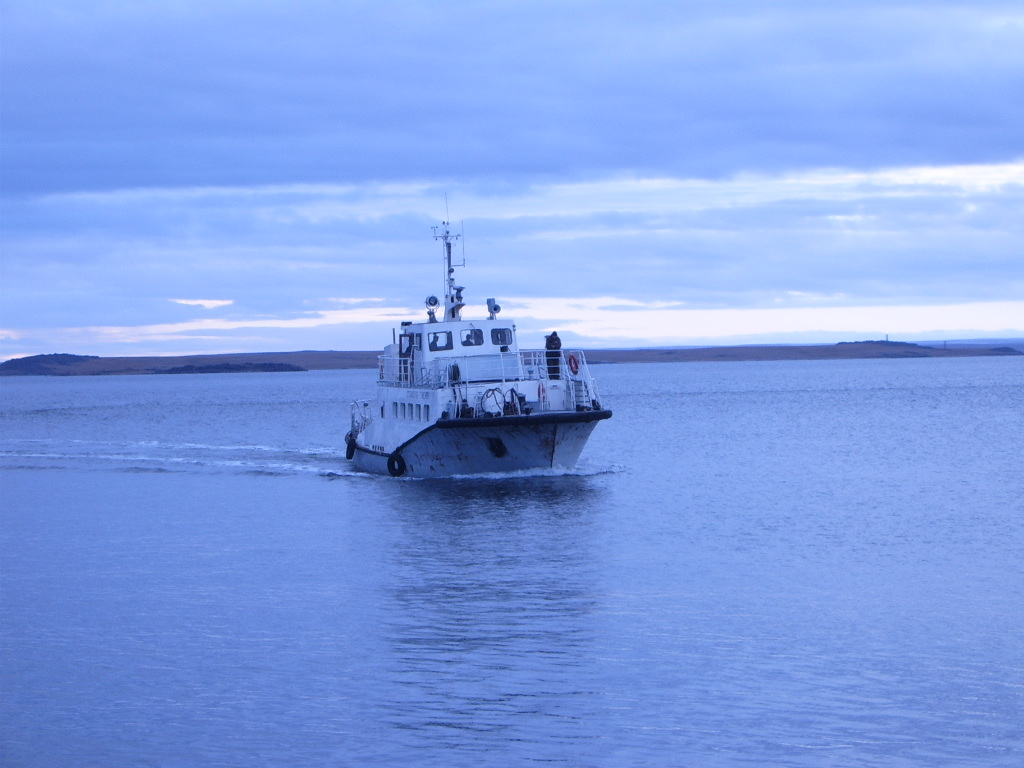
Пассажирский катер «Ст. Гуменюк» в бухте Диксон подходит к причалу